# Céligny Ardouin
Pour les articles homonymes, voir Ardouin.
Charles Nicolas Céligny Ardouin (né le 6 juillet 1806[réf. nécessaire]  et décédé en 1849) est un homme politique et un historien haïtien.

## Biographie
Charles-Céligny Ardouin naquit le 6 juillet 1801[réf. nécessaire] à Petit-Trou-de-Nippes, modeste port de la côte nord de la presqu'île sud d'Haïti. Il était le fils d'Alexis Ardouin (1770-1824) et de Suzanne Léger (1773-1828).
Il servit comme délégué en 1846, sénateur et ministre de l'Intérieur en 1847. Il fut aussi membre du Conseil des Secrétaires d'État la même année. À la suite d'une altercation avec le président Faustin Soulouque, il fut arrêté en 1848 et exécuté l'année suivante à Croix-des-Bouquets.
Les frères de Céligny, Beaubrun et Coriolan, étaient également bien connus. Beaubrun Ardouin était lui aussi un homme politique et un historien, et Coriolan Ardouin était un poète. Les trois frères Ardouin, avec les frères Émile Nau et Ignace Nau, étaient membres de la société littéraire L'École de 1836, fondée par Ignace Nau.
Les Essais sur l'Histoire d'Haïti de Céligny Ardouin furent publiés en 1865 par son frère Beaubrun, juste avant sa propre mort. Dans la préface, il est précisé que les frères Ardouin « commencèrent à recueillir des témoignages oraux relatifs à la révolution [haïtienne] en 1837 » .